# Aulo Semprônio Atratino
Aulo Semprônio Atratino (em latim: Aulus Sempronius Atratinus) foi um político da República Romana da gente Semprônia no século V a.C. Serviu como cônsul por duas vezes, em 497 e 491 a.C. Ele era do ramo patrício de sua gente, que incluía também famílias plebeias.
Foi pai de Aulo Semprônio Atratino, tribuno consular em 444 a.C., e de Lúcio Semprônio Atratino, cônsul em 444 a.C.

## História
Em ambos os seus mandatos, Semprônio serviu com Marco Minúcio Augurino. Lívio cita Semprônio sem um cognome (simplesmente como "A. Sempronius"), mas os registros consulares mostram apenas o cognome. Dionísio de Halicarnasso cita seu nome completo.
Durante seu primeiro mandato consular, em 497 a.C., consagrou o recém-construído Templo de Saturno, no Fórum Romano, e os autores antigos já mencionados relacionam este evento com o estabelecimento do festival da Saturnália.
O ano anterior havia sido de fome em Roma e, em 491 a.C., no segundo mandato de Semprônio, uma grande quantidade de milho foi importada da Sicília e a questão de como as provisões deveriam ser distribuídas entre os cidadãos romanos, assim como as tensões da recente secessão da plebe, levaram ao exílio e deserção de Caio Márcio Coriolano, logo depois de ele ter fracassado em seu ataque contra as reformas que surgiram depois da secessão, especialmente a criação do cargo de tribuno da plebe.
Dionísio afirma ainda que Atratino foi prefeito de Roma durante a Batalha do Lago Régilo (498 ou 496 a.C.) e afirma que Semprônio Atratino esteve envolvido nas guerras contra os hérnicos e volscos em 487 a.C. Ele foi novamente eleito prefeito de Roma e nomeado interrex do povo em 482 a.C.